# Ctenidium novoguineense
Ctenidium novoguineense är en bladmossart som beskrevs av Nishimura 1985. Ctenidium novoguineense ingår i släktet Ctenidium och familjen Hypnaceae. Inga underarter finns listade i Catalogue of Life.